# Гедленд (Алабама)
Гедленд (англ. Headland) — місто (англ. city) в США, в окрузі Генрі штату Алабама. Населення — 4973 особи (2020).

## Географія
Гедленд розташований за координатами 31°21′18″ пн. ш. 85°21′25″ зх. д. / 31.35500° пн. ш. 85.35694° зх. д. (31.354974, -85.357031).  За даними Бюро перепису населення США в 2010 році місто мало площу 78,46 км², з яких 78,43 км² — суходіл та 0,03 км² — водойми.

## Демографія
Згідно з переписом 2010 року, у місті мешкало 4510 осіб у 1799 домогосподарствах у складі 1291 родини. Густота населення становила 57 осіб/км².  Було 1949 помешкань (25/км²).
Расовий склад населення:
| - 70,1 % — білих - 27,5 % — чорних або афроамериканців - 0,4 % — корінних американців - 0,3 % — азіатів |

До двох чи більше рас належало 1,2 %. Частка іспаномовних становила 1,4 % від усіх жителів.
За віковим діапазоном населення розподілялося таким чином: 25,6 % — особи молодші 18 років, 60,3 % — особи у віці 18—64 років, 14,1 % — особи у віці 65 років та старші. Медіана віку мешканця становила 38,3 року. На 100 осіб жіночої статі у місті припадало 83,7 чоловіків;  на 100 жінок у віці від 18 років та старших — 79,8 чоловіків також старших 18 років.
Середній дохід на одне домашнє господарство  становив 62 181 долар США (медіана — 51 822), а середній дохід на одну сім'ю — 71 705 доларів (медіана — 61 845). За межею бідності перебувало 13,1 % осіб, у тому числі 19,9 % дітей у віці до 18 років та 12,8 % осіб у віці 65 років та старших.
Цивільне працевлаштоване населення становило 1968 осіб. Основні галузі зайнятості: освіта, охорона здоров'я та соціальна допомога — 29,5 %, виробництво — 13,9 %, науковці, спеціалісти, менеджери — 10,4 %, транспорт — 9,6 %.